# Devil Master
I Devil Master sono un gruppo musicale black metal/punk statunitense fondato dal chitarrista ritmico John Hades alla fine del 2015 e, come naturale congiunzione, da due membri dei Cape of Bats; gruppo che comprendeva la polistrumentista Cassidy McGinley (qui figurante come bassista) e il chitarrista/cantante di origine nordirlandese Francis Kano (Francis O'Kane). Coadiuvati dai vocalizzi di Max Gordon (anch'esso proveniente dal Regno Unito), dal martellamento di Zach e dagli effetti Grand Guignol dell'altro Max: "Dodder".

## Storia del gruppo
27 ottobre 2016: nello stesso giorno in cui compare sul mercato lo split Master's Curse / Cape of Bats viene distribuito l'omonima demo dei Devil Master. Da lì si può far risalire la "misteriosa" storia discografica (viste le scarse informazioni sulle loro pubblicazioni) del gruppo fondato a Filadelfia nel 2015. Giusto un anno dopo, il 30 ottobre 2017, vede "la luce" - anticipato dal singolo digitale Obscene Charade - il secondo demo intitolato Inhabit the Corpse. Entrambi andranno a comporre la compilation dal titolo Manifestations, edita dalla Relapse Records (remixata & rimasterizzata) il 2 novembre del 2018. Il 1º marzo 2019, invece, sempre la Relapse pubblica l'album di debutto Satan Spits on Children of Light.

## Formazione

### Formazione attuale
- John "Hades Apparition" Hades – chitarra ritmica (2015-presente)
- Cassidy "Spirit Mirror" McGinley – basso (2015-2020)
- Francis "Darkest Prince" Kano – chitarra solista (2015-presente)
- Max "Disembody" Gordon – voce (2016-presente)
- Zach "Del" – batteria (2016-2020)
- Max "Dodder" – tastiere (2018-2020)

## Discografia

### Album in studio
- 2019 - Satan Spits on Children of Light

### Compilation
- 2018 - Manifestations

### Singoli
- 2017 - Obscene Charade

### Demo
- 2016 - Devil Master
- 2017 - Inhabit the Corpse